# Holochlora unciformis
Holochlora unciformis är en insektsart som beskrevs av Liu, C., Xiangwei Liu och Kang 2008. Holochlora unciformis ingår i släktet Holochlora och familjen vårtbitare. Inga underarter finns listade i Catalogue of Life.